# Großsteingräber bei Glücksburg
Zu den Großsteingräbern bei Glücksburg gehören vier von Ernst Sprockhoff klassifizierte megalithische Grabanlagen der jungsteinzeiten Trichterbecherkultur nahe der Stadt Glücksburg im Kreis Schleswig-Flensburg, Schleswig-Holstein. Außer diesen vier Grabanlagen existieren noch 8 weitere, die über den Glücksburger Dolmenpfad erreicht werden können.

## Beschreibung der klassifizierten Grabanlagen
Die vier Gräber bilden keine zusammenhängende Gruppe, sondern verteilen sich im weiten Umkreis in den Glücksburg umgebenden Waldgebieten. Grab 1 und 2 befinden sich etwa einen Kilometer nordöstlich der Stadt im Friedeholz und liegen nur wenige Meter voneinander entfernt. Westlich des Stadtgebietes, etwa ein Kilometer nordwestlich des Schlosses, liegt Grab 3 im Forst Groß-Tremmerup. Grab 4 liegt ebenfalls im Forst Groß-Tremmerup, etwa 1,3 Kilometer südwestlich von Schloss Glücksburg.

### Grab 1
Grab 1 gehört zum Typ der erweiterten Dolmen und ist nord-südlich orientiert. Der Grabhügel hat einen Durchmesser von etwa 9 m. Umfassungssteine sind nicht mehr vorhanden. Von der Grabkammer sind nur noch drei Wandsteine vorhanden, bei denen es sich um zwei Trägersteine der Ostseite und den südlichen Abschlussstein handelt. Die Wandsteine der West- und Nordseite sowie die beiden Decksteine sind nicht mehr erhalten. Der Eingang zur Grabkammer lag vermutlich in der Südostecke. Die Kammer hatte eine Länge von etwa 1,50 m und eine Breite von etwa 1,00 m. Ernst Sprockhoff führt das Grab in seinem Atlas der Megalithgräber als Nummer 17.

### Grab 2
Bei Grab 2 handelt es sich um einen ost-westlich orientierten Urdolmen im Friedeholz. Der Grabhügel hat einen Durchmesser von 8 bis 9 m. Eine Umfassung konnte auch hier nicht festgestellt werden. Die Grabkammer besteht aus vier Wandsteinen und einem Deckstein. Die Wandsteine messen zwischen 1,4 m und 1,5 m und sind stark nach innen geneigt. Der Deckstein ist in drei Stücke zersprengt worden und lag 1936 noch außerhalb der Grabkammer. Er wurde bei einer späteren Restaurierung wieder zusammengefasst und aufgelegt. Die Kammer hat eine Länge von 2,0 m und eine Breite zwischen 0,7 m und 0,8 m. Ernst Sprockhoff führt das Grab in seinem Atlas der Megalithgräber als Nummer 18.

### Grab 3
Grab 3 ist wie Grab 1 ein erweiterter Dolmen und nordost-südwestlich orientiert. Der Grabhügel lässt sich nur erahnen, eine Umfassung fehlt auch hier. Von der Grabkammer haben sich nur drei Wandsteine erhalten: Zwei Tragsteine an der Nordwestseite und der nordöstliche Abschlussstein. Ursprünglich bestand das Grab wahrscheinlich aus zwei Paar Tragsteinen, dem Abschlussstein, einem Eingangsstein im Südwesten und einem Deckstein. Die Maße der Kammer werden auf 1,60 m Länge und 1,10 m Breite geschätzt. Ernst Sprockhoff führt das Grab in seinem Atlas der Megalithgräber als Nummer 19.

### Grab 4
Grab 4 besteht nur noch aus drei Steinen und es ist unsicher, ob es sich wirklich um die Reste eines Großsteingrabes handelt. Nur einer der Steine steht noch in situ; es könnte sich hier um einen Tragstein handeln. Ein Grabhügel konnte nicht festgestellt werden. Ernst Sprockhoff führt das Grab in seinem Atlas der Megalithgräber als Nummer 20.

## Der Glücksburger Dolmenpfad

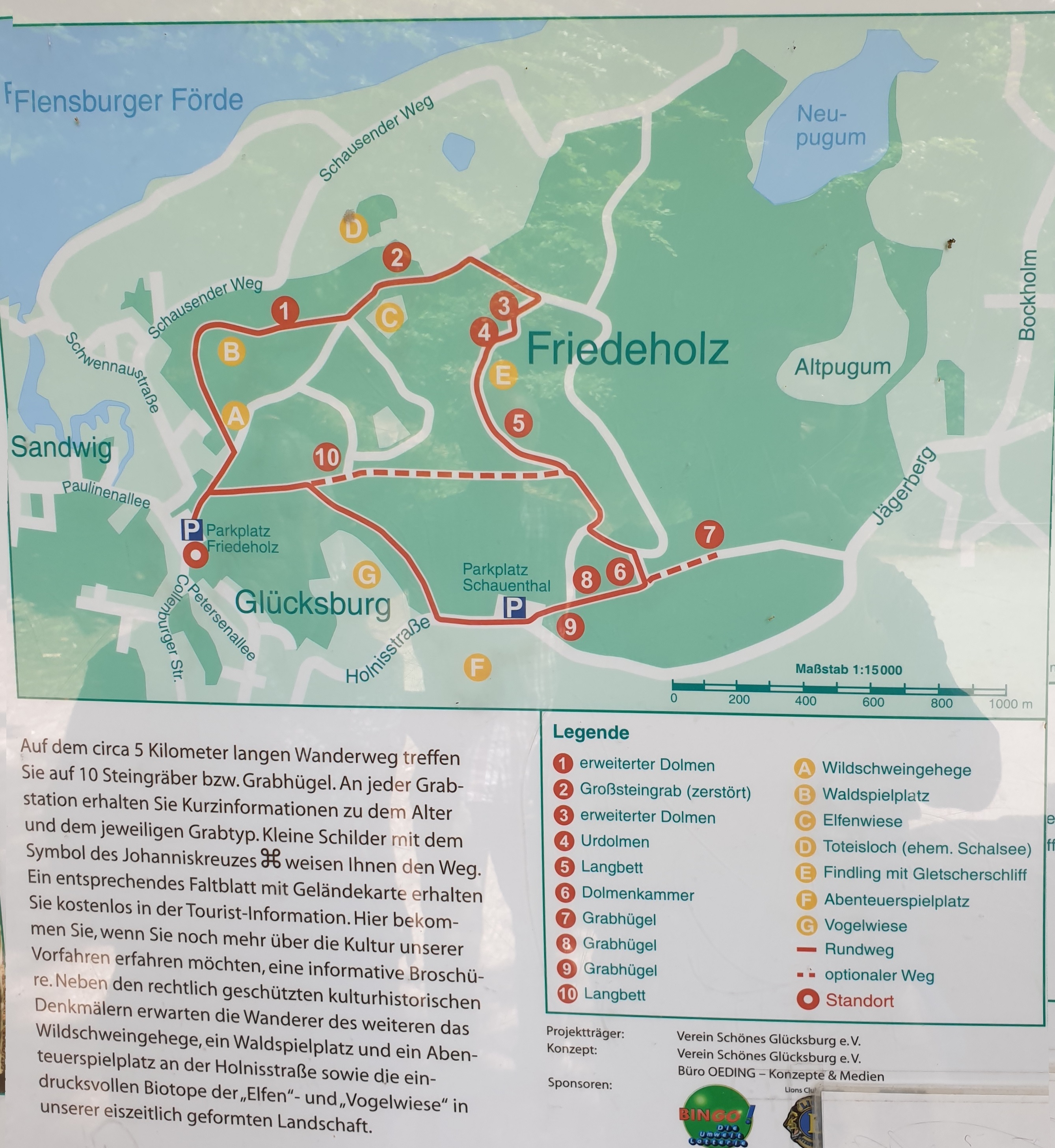
Der Glücksburger Dolmenwanderweg

Der Glücksburger Dolmenpfad führt im Friedeholz bei Glücksburg an insgesamt 10 steinzeitlichen bzw. bronzezeitlichen Grabanlagen vorbei. Ein Teil der Grabanlagen ist ausgeraubt oder teilweise zerstört, so dass oft nur die Grabhügel übrig geblieben sind. Die oben beschriebenen Gräber 1 und 2 sind auch Bestandteil des Glücksburger Dolmenpfads (als Nummer 3 und 4).
Folgende Grabanlagen liegen an diesem Weg (Bezeichnungen entsprechend dem Übersichtsplan des Dolmenpfads):
1. erweiterter Dolmen (teilweise zerstört).[1]
2. Großsteingrab (zerstört).[2]
3. erweiterter Dolmen, entspricht dem oben beschriebenen Grab 1 (Sprockhoff 17).[3]
4. Urdolmen, entspricht dem oben beschriebenen Grab 2 (Sprockhoff 18).[4]
5. Langbett (teilweise zerstört).[5]
6. Dolmenkammer.[6]
7. Grabhügel
8. Grabhügel
9. Grabhügel
10. Langbett (teilweise zerstört).[7]

Die oben beschriebenen Gräber 3 und 4 (Sprockhoff 19 und 20) liegen außerhalb des Dolmenpfads.

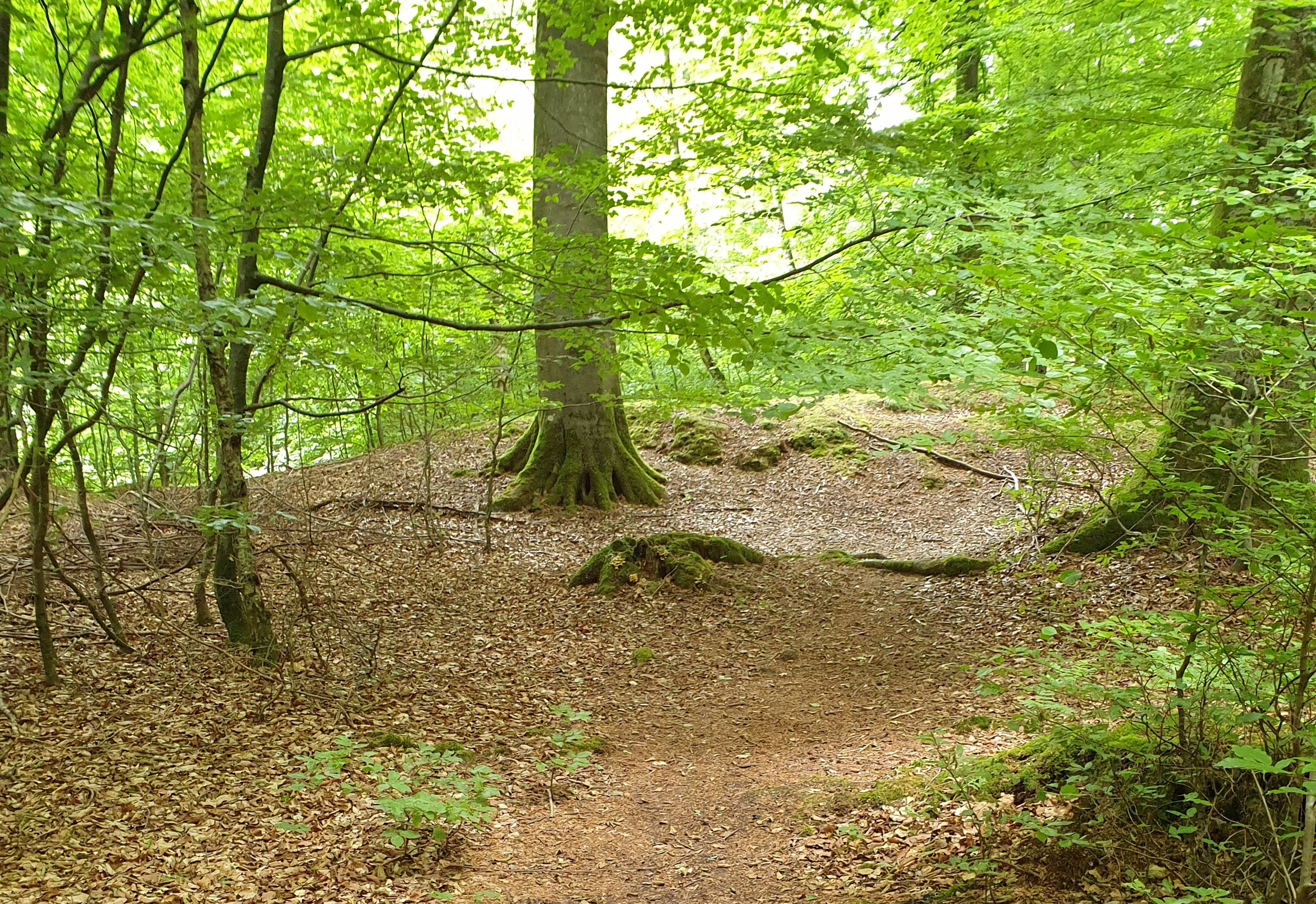
Glücksburger Dolmenwanderweg 5.Grab Langbett